# 水産庁
水産庁（すいさんちょう、英語：Fisheries Agency）は、水産資源の適切な保存及び管理、水産物の安定供給の確保、水産業の発展並びに漁業者の福祉の増進を図ることを任務とする（農林水産省設置法第37条）日本の行政機関。農林水産省の外局。

## 概要
水産庁は、農林水産省設置法第23条に基づき、農林水産省に置かれている外局である。農林水産省法第23条及び第36条から第41条（第4章第4節）、政令の農林水産省組織令（第2章第2節）、省令の農林水産省組織規則（第2章第3節）が重層的にその任務、所掌事務及び組織を規定している。任務は「水産資源の適切な保存及び管理、水産物の安定供給の確保、水産業の発展並びに漁業者の福祉の増進を図ること」である（農林水産省法37条）。この任務のため、水産資源の確保や水産物の安定供給、漁港整備など漁業に関係する事項全般を管轄する。
1948年7月1日に、水産庁設置法(昭和23年7月1日法律第78号)により農林省（1978年、農林水産省へ改称）水産局を廃止して設置された。これは、国家行政組織法及び農林省設置法の制定施行に先立つものであった。中央省庁等改革基本法などにより、2001年4月1日に、9つの水産庁研究所、さけ・ます資源管理センター及び水産大学校（山口県下関市）が独立行政法人として水産庁（施設等機関）から分離した。その際、9水産庁研究所は統合され、独立行政法人水産総合研究センターとなった。
国家行政組織法及び農林省設置法により水産庁長官を長とし、内部部局として漁政部、資理部、増殖推進部、漁港漁場整備部の4部、審議会等として水産政策審議会、特別の機関として広域漁業調整委員会、地方支分部局として6つの漁業調整事務所を置いている。
広域漁業調整委員会は漁業法の規定に基づき、管轄海域ごとに太平洋広域漁業調整委員会、日本海・九州西広域漁業調整委員会及び瀬戸内海広域漁業調整委員会の3委員会がある。漁業調整事務所には北海道、仙台、新潟、境港、瀬戸内及び九州の6事務所がある。漁業調整事務所では、漁業取締船とチャーターした民間航空機を駆使して密漁を監視しており、独自に逮捕や捜索などの強制捜査を行なっている。
日本海などで外国漁船による違法漁業、違法操業が増えていることに対応して、上記の地方組織や部署間の連携を強化するため、2018年1月には長官を本部長とする「水産庁漁業取締本部」を設置した。
長官には農林水産省採用のキャリア事務官が就任していたが、2017年7月、長谷成人が生え抜き技官として60年ぶりに長官に就任した。

## 所掌事務
農林水産省法第30条に定められた任務を達成するため、水産庁は、農林水産省法第4条に列挙された同省の所掌事務計83号中、漁業と海洋に関連する計32号分の事務を所掌する（第38条）。主な所掌事務には漁業の経営改善・金融税制、加工・流通、保険・共済、海洋生物資源の保存・管理、漁業指導・監督、漁業に関する国際協定・協力、水産試験研究、栽培漁業、漁場保全及び漁港・漁場・海岸の整備・災害復旧に関することなどが挙げられる。

## 組織
水産庁の内部機構は基本的には、法律の農林水産省設置法、政令の農林水産省組織令及び省令の農林水産省組織規則が階層的に規定している。

### 長等
- 水産庁長官（根拠法令:法律第36条）
- 次長（政令第120条）

### 内部部局
- 漁政部（政令第121条）
  - 漁政課
    - 船舶管理室
    - 情報管理専門官
    - 管理官(3)
    - 船舶管理官
    - 船員管理官（規則第531条）

  - 企画課
    - 水産業体質強化推進室
    - 企画官(3) （規則第532条）

  - 水産経営課
    - 指導室
    - 消費税転嫁対策官（規則第533条）

  - 加工流通課
    - 水産物貿易対策室
    - 水産加工専門官
    - 水産流通指導官
    - HACCP認定審査官(2)
    - HACCP認定施設監視専門官(2)
    - 水産物貿易交渉官
    - 輸出証明指導官（規則第534条）

  - 漁業保険管理官（政令第128条）
    - 数理官(2)
    - 漁船保険指導官
    - 漁業共済指導官（規則第535条）

  - 参事官（政令第126条）
- 資源管理部（政令第121条）
  - 審議官（政令第126条）
  - 管理課
    - 資源管理推進室
    - 漁業取締管理室
    - 資源管理計画官
    - 漁業監督指導官(33)
    - 首席漁業監督指導官
    - 次席漁業監督指導官(3)
    - 情報分析管理官
    - 外国漁船取締企画官(2) （規則第536条）

  - 漁業調整課
    - 沿岸・遊漁室
    - 漁業調整官(5)
    - 首席漁業調整官
    - 漁業復興推進官
    - 操業指導調整官(2)
    - 国際漁業管理官
    - かつお・まぐろ漁業企画官
    - 海外まぐろ・かじき情報調整官
    - まぐろ資源検査官(5)
    - 釣人専門官（規則第537条）

  - 国際課（政令第134条）
    - 捕鯨室
    - 海外漁業協力室
    - 漁業交渉官(2)
    - 国際専門官(4)
    - 国際訟務官
    - 捕鯨情報企画官（規則第539条）

  - 参事官（政令第126条）
- 増殖推進部（政令第121条）
  - 研究指導課
    - 海洋技術室
    - 研究管理官(5)
    - 水産研究専門官
    - 情報技術企画官
    - 漁船国際専門官
    - 漁船検査官(2) （規則第540条）

  - 漁場資源課
    - 生態系保全室
    - 資源技術専門官（規則第541条）

  - 栽培養殖課（政令第138条）
    - 内水面漁業振興室
    - 栽培養殖専門官
    - 栽培養殖復旧専門官
    - 養殖国際専門官（規則第542条）

  - 参事官（政令第126条）
- 漁港漁場整備部（政令第121条）
  - 計画課
    - 計画官(4)
    - 漁港防災・衛生管理専門官（規則第543条）

  - 整備課
    - 漁港漁場専門官(9)
    - 上席漁港漁場専門官
    - 漁港漁場防災・減災技術専門官
    - 海外水産土木専門官（規則第544条）

  - 防災漁村課（令第142条）
    - 水産施設災害対策室
    - 防災計画官
    - 防災技術専門官
    - 災害査定官(5)
    - 都市漁村交流専門官
    - 施設管理指導官

### 審議会
- 水産政策審議会（法律第39条）
  - 企画部会（水産政策審議会令第6条・水産政策審議会議事規則第11条）
  - 資源管理分科会
  - 漁港漁場整備分科会（水産政策審議会令第5条）

### 特別の機関
- 広域漁業調整委員会（法律第40条）
  - 太平洋広域漁業調整委員会
  - 日本海・九州西広域漁業調整委員会
  - 瀬戸内海広域漁業調整委員会

### 地方支分部局
- 漁業調整事務所（法律第41条）
  - 北海道漁業調整事務所（政令第147条、以下同じ） - 位置:札幌市
  - 仙台漁業調整事務所 - 仙台市
  - 新潟漁業調整事務所 - 新潟市
  - 境港漁業調整事務所 - 境港市
  - 瀬戸内海漁業調整事務所 - 神戸市
  - 九州漁業調整事務所 - 福岡市

沖縄県に関しては内閣府の沖縄総合事務局農林水産部が所管している。

## 所管法人
農林水産省が主管する独立行政法人のうち、水産庁所管は2024年4月1日現在、水産研究・教育機構である。水産研究・教育機構は2001年4月1日に、各独法の個別法により水産庁から分離され独立行政法人化された水産総合研究センター、水産大学校及びさけ・ます資源管理センターが順次統合されたもので、まず2006年4月にさけ・ます資源管理センターが、水産総合研究センターに統合され、更に2016年4月水産総合研究センターと水産大学校を統合して水産研究・教育機構となったものである。また、北方領土問題対策協会を内閣府と共管している。
農林水産省が主管する特別の法律により設立される法人（2023年6月14日現在）のうち、水産庁所管は、全国漁業共済組合連合会である。
農林水産省が主管する特殊法人（2024年4月1日現在)、特別の法律により設立される民間法人（特別民間法人、計1法人、2023年10月2日現在）、認可法人及び地方共同法人で水産庁が主管するものはない。

## 財政
2024年度（令和6年度）一般会計当初予算におけるる水産庁所管歳出予算は、1482億4513万5千円である。
従前は、漁船再保険及び漁業共済保険特別会計を所管していたが、平成26年度より、食料安定供給特別会計の漁船再保険勘定及び漁業共済保険勘定となっている。

## 職員
一般職の在職者数は2021年7月1日現在で886人（男性762人、女性127人）である。
職員の人事労務管理は漁政部漁政課が所掌している。
法令上の定員は省令の農林水産省定員規則に定められており、1,027人と規定している。
2024年度の一般会計の予算定員は1,005人である。これとは別に特別会計の予算定員として22人が措置されている。
水産庁の一般職職員は非現業の国家公務員なので、労働基本権のうち争議権と団体協約締結権は国家公務員法により認められていない。団結権は認められており、職員は労働組合として、国家公務員の規定する「職員団体」を結成し、若しくは結成せず、又はこれに加入し、若しくは加入しないことができる（国家公務員第108条の2第3項）。水産庁では全農林労働組合の支部である「全農林労働組合東京地方本部水産本庁分会」が活動している。

## 船舶
水産資源調査、海洋環境調査などの基礎的研究を行う漁業調査船、日本周辺水域などで日本漁船、外国漁船の指導・取締を行う漁業取締船を保有・運用している。
| 漁業調査船          |            | 全長   | 型     | 総トン数 （国際総トン数） | 最大 搭載人員 | 定けい港 | 従業制限 （航行区域） | 命名 年月日              | 竣工 年月日               | 建造所                       |
| ------------------- | ---------- | ------ | ------ | ------------------------- | ------------- | -------- | --------------------- | ------------------------ | ------------------------- | ---------------------------- |
| 開洋丸 （三代目）   |            | 87.55m | 14.00m | 2,510トン （2,840トン）   | 53            | 東京     | 第三種 （国際航海）   | 2022年（令和4年） 7月7日 | 2023年（令和5年） 3月13日 | 三菱重工マリタイムシステムズ |
| 漁業取締船          | 漁業取締船 | 全長   | 型     | 総トン数 （国際総トン数） | 最大搭載人員  | 定けい港 | 従業制限 （航行区域） | 命名 年月日              | 竣工 年月日               | 建造所                       |
| 照洋丸              | 本部       | 87.60m | 14.00m | 2,183トン （2,553トン）   | 48            | 東京     | 第三種 （国際航海）   | 平成9年 6月20日          | 平成10年 5月12日          | 日本鋼管                     |
| 東光丸              | 本部       | 86.90m | 14.00m | 2,071トン （2,451トン）   | 45            | 東京     | 第三種 （国際航海）   | 平成8年 1月18日          | 平成8年 5月30日           | 住友重機械工業               |
| 鳳翔丸              | 本部       | 87.00m | 14.00m | 2,141トン （2,515トン）   | 40            | 東京     | 第三種 （国際航海）   | 令和3年 3月30日          | 令和4年 3月18日           | ジャパン マリンユナイテッド  |
| おおくに            | 本部       |        |        | 1282トン                  |               |          |                       |                          |                           |                              |
| はやと              | 本部       |        |        | 499トン                   |               |          |                       |                          |                           |                              |
| 天神                | 本部       |        |        | 499トン                   |               |          |                       |                          |                           |                              |
| 海鳳丸              | 本部       |        |        | 499トン                   |               |          |                       |                          |                           |                              |
| うめさと            | 本部       |        |        | 499トン                   |               |          |                       |                          |                           |                              |
| みはま              | 本部       |        |        | 499トン                   |               |          |                       |                          |                           |                              |
| 白竜丸              | 札幌支部   | 84.22m | 12.50m | 1,598トン （1,998トン）   | 40            | 小樽     | 第三種 （国際航海）   | 平成26年 7月2日          | 平成26年 10月31日         | 三菱重工業                   |
| むろね              | 札幌支部   |        |        | 499トン                   |               |          |                       |                          |                           |                              |
| 鷹山                | 札幌支部   |        |        | 499トン                   |               |          |                       |                          |                           |                              |
| しんりゅう          | 札幌支部   |        |        | 499トン                   |               |          |                       |                          |                           |                              |
| しばうら            | 札幌支部   |        |        | 499トン                   |               |          |                       |                          |                           |                              |
| たつまい            | 仙台支部   |        |        | 499トン                   |               |          |                       |                          |                           |                              |
| むさし              | 仙台支部   |        |        | 499トン                   |               |          |                       |                          |                           |                              |
| 白鷲丸              | 新潟支部   | 68.45m | 10.60m | 913トン （1,259トン）     | 31            | 新潟     | 第三種 （国際航海）   | 令和元年 10月4日         | 令和2年 3月16日           | 三井E&S造船                  |
| 洸星（こうせい）    | 新潟支部   |        |        | 1,247トン                 |               |          |                       |                          |                           |                              |
| くろしお            | 新潟支部   |        |        | 499トン                   |               |          |                       |                          |                           |                              |
| 白嶺丸              | 境港支部   | 68.45m | 10.60m | 913トン （1,259トン）     | 31            | 境港     | 第三種 （国際航海）   | 令和元年 10月4日         | 令和2年 3月16日           | 三井E&S造船                  |
| かなざわ            | 境港支部   |        |        | 499トン                   |               |          |                       |                          |                           |                              |
| はやま              | 境港支部   |        |        | 499トン                   |               |          |                       |                          |                           |                              |
| 海星丸              | 境港支部   |        |        | 499トン                   |               |          |                       |                          |                           |                              |
| かいれい            | 境港支部   |        |        | 499トン                   |               |          |                       |                          |                           |                              |
| 白鷺                | 神戸支部   | 42.50m | 6.70m  | 149トン                   | 20            | 神戸     | 第三種                | 平成17年 3月28日         | 平成17年 3月28日          | 三菱重工業                   |
| みかげ              | 神戸支部   |        |        | 49トン                    |               |          |                       |                          | 平成21年3月               |                              |
| 白鴎丸              | 福岡支部   | 62.35m | 9.60m  | 499トン （741トン）       | 30            | 博多     | 第三種 （国際航海）   | 平成10年 3月2日          | 平成10年 6月30日          | 長崎造船                     |
| 白萩丸              | 福岡支部   | 68.45m | 10.60m | 916トン （1,262トン）     | 31            | 博多     | 第三種 （国際航海）   | 令和3年 2月12日          | 令和3年 7月15日           | 三井E&S造船                  |
| いせはま            | 福岡支部   |        |        | 499トン                   |               |          |                       |                          |                           |                              |
| みかさ              | 福岡支部   |        |        | 499トン                   |               |          |                       |                          |                           |                              |
| あらさき            | 福岡支部   |        |        | 499トン                   |               |          |                       |                          |                           |                              |
| 昇鶴 （しょうかく） | 福岡支部   |        |        | 499トン                   |               |          |                       |                          |                           |                              |
| 龍星 （りゅうせい） | 福岡支部   |        |        | 499トン                   |               |          |                       |                          |                           |                              |
| なのつ              | 福岡支部   |        |        | 499トン                   |               |          |                       |                          |                           |                              |
| はくたか            | 福岡支部   |        |        | 499トン                   |               |          |                       |                          |                           |                              |
| はまなす            | 福岡支部   |        |        | 499トン                   |               |          |                       |                          |                           |                              |
| 北斗                | 福岡支部   |        |        | 499トン                   |               |          |                       |                          |                           |                              |
| はくつる            | 福岡支部   |        |        | 198トン                   |               |          |                       |                          |                           |                              |

## 広報
水産白書水産庁が編集する年次の白書は『水産白書』である。これは水産基本法第10条にしたがい、政府が年次報告書として国会に提出する、「水産の動向及び政府が水産に関して講じた施策に関する報告」（第1項）と「水産の動向を考慮して講じようとする施策を明らかにした文書」（第2項）を収録したものである（詳細は水産白書の項を参照）。前者は「平成○○年度水産の動向」、後者は「平成××年度水産施策」と題される。水産庁漁政部企画課が中心になって2報告書の原文を作成しており、原局版としてウェブサイトに公表され、国会報告後は、最終版が掲載されている。また、2報告書を収録した『水産白書』は庁外の団体が版元となり、一般の書籍流通ルートを通して市販されている。
漁政の窓水産庁の広報誌として、月刊で『水産庁施策情報誌 - 漁政の窓』を編集・発行している（所掌:漁政部漁政課広報班）。
サイトウェブサイトは、URLのドメイン名は「www.jfa.maff.go.jp」で、農水省の「www.maff.go.jp」とは異なる。ただしおおまかなウェブデザインは農水省、林野庁および農林水産技術会議事務局と共通である。「水産白書」の原局版や『漁政の窓』をはじめ種種の水産庁刊行物も閲覧できる。

## 歴代長官
| 代 | 氏名       | 在任期間                       | 前職               | 退任後の主要な役職                                                              |
| -- | ---------- | ------------------------------ | ------------------ | ------------------------------------------------------------------------------- |
| 1  | 笹山茂太郎 | 1948年7月1日 - 1948年7月28日   |                    | 衆議院議員                                                                      |
| 2  | 片柳真吉   | 1948年7月28日 - 1948年10月8日  |                    |                                                                                 |
| 3  | 飯山太平   | 1948年10月8日 - 1950年3月4日   |                    |                                                                                 |
| 4  | 山本豊     | 1950年3月4日 - 1950年5月15日   |                    |                                                                                 |
| 5  | 家坂孝平   | 1950年5月15日 - 1951年4月5日   |                    |                                                                                 |
| 6  | 藤田巌     | 1951年4月5日 - 1952年1月8日    |                    | 国際捕鯨委員会日本政府代表（1957年-1975年）、大日本水産会会長、日本共同捕鯨社長 |
| 7  | 塩見友之助 | 1952年1月8日 - 1953年2月7日    |                    |                                                                                 |
| 8  | 清井正     | 1953年2月7日 - 1954年12月16日  |                    | 農林漁業金融公庫総裁、日本中央競馬会理事長                                      |
| 9  | 前谷重夫   | 1954年12月16日 - 1955年10月5日 |                    |                                                                                 |
| 10 | 塩見友之助 | 1955年10月5日 - 1956年6月25日  |                    |                                                                                 |
| 11 | 岡井正男   | 1956年6月25日 - 1957年8月31日  | 水産庁次長         | 極洋副社長、日本鮭鱒資源保護協会会長                                            |
| 12 | 奥原日出夫 | 1957年8月31日 - 1959年9月1日   | 水産庁次長         |                                                                                 |
| 13 | 西村健次郎 | 1959年9月1日 - 1961年7月21日   |                    | 農林事務次官                                                                    |
| 14 | 伊東正義   | 1961年7月21日 - 1962年9月18日  |                    | 農林事務次官、内閣総理大臣臨時代理、外務大臣、自由民主党総務会長                |
| 15 | 庄野五一郎 | 1962年9月18日 - 1964年6月30日  |                    |                                                                                 |
| 16 | 松岡亮     | 1964年7月1日 - 1965年6月2日    |                    |                                                                                 |
| 17 | 丹羽雅次郎 | 1965年6月2日 - 1966年7月29日   |                    |                                                                                 |
| 18 | 久宗高     | 1966年7月29日 - 1968年6月1日   |                    |                                                                                 |
| 19 | 森本修     | 1968年6月1日 - 1969年11月1日   |                    |                                                                                 |
| 20 | 大和田啓気 | 1969年11月1日 - 1971年6月22日  |                    |                                                                                 |
| 21 | 太田康二   | 1971年6月22日 - 1972年12月6日  |                    |                                                                                 |
| 22 | 荒勝巌     | 1972年12月6日 - 1974年1月12日  |                    |                                                                                 |
| 23 | 内村良英   | 1974年1月12日 - 1976年11月5日  |                    | 農林事務次官、日本中央競馬会理事長、大日本水産会会長                            |
| 24 | 岡安誠     | 1976年11月5日 - 1978年1月14日  |                    |                                                                                 |
| 25 | 森整治     | 1978年1月14日 - 1979年7月20日  |                    |                                                                                 |
| 26 | 今村宣夫   | 1979年7月20日 - 1981年7月21日  |                    |                                                                                 |
| 27 | 松浦昭     | 1981年7月21日 - 1983年7月23日  | 経済局長           | 食糧庁長官                                                                      |
| 28 | 渡辺文雄   | 1983年7月23日 - 1984年7月6日   | 食品流通局長       | 農林水産事務次官、栃木県知事                                                    |
| 29 | 佐野宏哉   | 1984年7月6日 - 1986年6月10日   | 経済局長           | 大日本水産会会長                                                                |
| 30 | 佐竹五六   | 1986年6月10日 - 1988年1月12日  | 構造改善局長       |                                                                                 |
| 31 | 田中宏尚   | 1988年1月12日 - 1989年7月11日  | 林野庁長官         | 農林水産事務次官                                                                |
| 32 | 京谷昭夫   | 1989年7月11日 - 1991年8月2日   | 畜産局長           | 日本中央競馬会理事長                                                            |
| 33 | 鶴岡俊彦   | 1991年8月2日 - 1992年7月21日   | 大臣官房長         | 農林漁業金融公庫総裁、農林水産長期金融協会会長                                  |
| 34 | 川合淳二   | 1992年7月21日 - 1993年7月6日   | 経済局長           |                                                                                 |
| 35 | 鎭西迪雄   | 1993年7月6日 - 1995年7月7日    | 国土庁土地局長     |                                                                                 |
| 36 | 東久雄     | 1995年7月7日 - 1996年7月5日    | 経済局長           |                                                                                 |
| 37 | 嶌田道夫   | 1996年7月5日 - 1998年7月3日    | 環境庁水質保全局長 |                                                                                 |
| 38 | 中須勇雄   | 1998年7月3日 - 2001年1月6日    | 畜産局長           |                                                                                 |
| 39 | 渡辺好明   | 2001年1月6日 - 2002年1月8日    | 構造改善局長       | 農林水産事務次官、 東京穀物商品取引所理事長                                     |
| 40 | 木下寛之   | 2002年1月8日 - 2003年7月4日    | 農村振興局長       | 農畜産業振興機構理事長、日本協同組合連携機構特別顧問                            |
| 41 | 田原文夫   | 2003年7月4日 - 2005年7月19日   | 大臣官房長         |                                                                                 |
| 42 | 小林芳雄   | 2005年7月19日 - 2006年8月1日   | 大臣官房長         | 農林水産事務次官                                                                |
| 43 | 白須敏朗   | 2006年8月1日 - 2007年9月7日    | 大臣官房長         | 農林水産事務次官、 大日本水産会会長                                             |
| 44 | 山田修路   | 2007年9月7日 - 2009年7月14日   | 生産局長           | 参議院議員、総務大臣政務官                                                      |
| 45 | 町田勝弘   | 2009年7月14日 - 2010年7月30日  | 総合食料局長       | 日本中央競馬会副理事長                                                          |
| 46 | 佐藤正典   | 2010年7月30日 - 2012年9月11日  | 大臣官房長         |                                                                                 |
| 47 | 本川一善   | 2012年9月12日 - 2015年8月7日   | 大臣官房長         | 農林水産事務次官                                                                |
| 48 | 佐藤一雄   | 2015年8月7日 - 2017年8月7日    | 大臣官房長         | 農畜産業振興機構理事長                                                          |
| 49 | 長谷成人   | 2017年7月10日 - 2019年7月8日   | 水産庁次長         |                                                                                 |
| 50 | 山口英彰   | 2019年7月8日 - 2021年7月1日    | 水産庁次長         | 日本中央競馬会常務理事                                                          |
| 51 | 神谷崇     | 2021年7月1日 - 2023年7月4日    | 水産庁次長         |                                                                                 |
| 52 | 森健       | 2023年7月4日 - 2025年7月1日    | 消費・安全局長     |                                                                                 |
| 53 | 藤田仁司   | 2025年7月1日 - 現職            | 水産庁次長         |                                                                                 |

## 幹部職員
水産庁の幹部は以下のとおりである（2025年7月1日現在）。
- 水産庁長官：藤田仁司
- 水産庁次長：信夫隆生
- 漁政部長：髙橋広道
- 資源管理部長：魚谷敏紀
- 資源管理部審議官：福田工
- 増殖推進部長：福島一
- 漁港漁場整備部長：中村隆